# Битка код Беневента (1266)
Битка код Беневента вођена је 26. фебруара 1266. године у данашњој јужној Италији између снага Манфреда Сицилијанског са једне и снага Карла Анжујског са друге стране. Завршена је победом Карла Анжујског.

## Увод
Сукоб папства и династије Хоенштауфен око јужне Италије потиче још од понтификата папе Иноћентија III. Од 1258. године краљ Сицилије је Манфред, ванбрачни син Фридриха II, немачког цара. Законит наследник краљевства био је Фридрихов легитимни унук Конрадин. Он је био веома млад и живео је у Баварској. Манфред је протурио лажне гласине о Конрадиновој смрти те је успео да се домогне престола. Папа Урбан III одлучио је да му одузме престо те је склопио тајни споразум са Карлом Анжујским поверивши њему сицилијанску круну. Карло је стигао у Рим 1265. године. Манфрид није ништа предузео до почетка наредне године. Тада је главнина Карлове војске ушла у Италију. Битка је вођена у близини Беневента у Кампанији. Манфридови сараценски стрелци прешли су мост и ујутро 26. фебруара започели битку. Први део Карлове војске убрзо је поражен те је Карло приморан да у битку укључи други. Карло је тада приметио да оклоп Манфридових војника не штити део испод пазуха. Користећи се овом слабом тачком непријатеља, Карло је успео да битку преокрене у своју корист. Сам Манфред погинуо је у бици. Уништење Манфридове војске означило је крај владавине Хоенштауфен династије у Италији. Остатак Сицилије предао се Карлу без отпора. На Сицилији је Карло дочекао Конрадина и поразио га 1268. године у бици код Таљакоца.